# Damon variegatus
Дамон изменчивый (лат. Damon variegatus) — представитель отряда фринов. Могут содержатся дома, как домашние питомцы.

## Распространение
Обитают дамоны во влажных тропических лесах восточной части Африки, от Эфиопии до Капской провинции. Найти их можно в различных расщелинах между камнями, в скалах, под корой дерева и т. д.

## Описание
Дамоны не похожи на других паукообразных. Их визитная карточка — приплюснутое тело и чрезвычайно длинные ноги. Сами пауки небольшие. Самки вырастают до 4,5 сантиметров, самцы — до 4 сантиметров. А вот в размахе ног они достигают 20-25 сантиметров. Обычно размах лап у самцов гораздо больше, чем у самок. Ведут дамоны ночной образ жизни. Как и многие другие фрины, дамоны питаются насекомыми. Основным лакомством для них являются термиты. Свою добычу они нащупывают самыми длинными конечностями, а для захвата насекомого у них имеются шипастые педипальпы (передние длинные лапки с клешнями). Они толще, чем все остальные конечности.

## Питание
Как и многие пауки, дамоны питаются насекомыми. Основным лакомством для них являются термиты. Свою добычу они нащупывают самыми длинными конечностями, а для захвата насекомого у них имеются шипастые педипальпы (передние длинные лапки с клешнями). Они толще, чем все остальные конечности. едят тараканов и других членистоногих насекомых.

## В неволе
Для содержания дамонов советуют приобретать вертикальный террариум (20 см.в длину и ширину, 30 см. в высоту) с очень высоким уровнем влажности, чуть ли не 100 %. При недостатке влаги фрин может погибнуть. Содержать экзотического питомца нужно при температуре в 23-26 С.В террариум нужно разместить корягу или кору дерева, кокосовый домик и, по желанию, декоративные растения. В качестве подстилки подойдёт грунт или кокосовый субстрат. Примерно 2-3 раза в неделю террариум нужно опрыскивать из опрыскивателя. Фрины очень любят воду, и поэтому в террариум нужно разместить небольшую чашку с водой. Также 1-2 раза в неделю, фрину нужно давать насекомых (сверчков, мраморных тараканов). Он их будет есть. А один раз в полгода нужно менять грунт и субстрат.
При хороших условиях содержания вам экзотический друг сможет прожить от 8 до 12 лет.